# Scaptodrosophila evanescens
Scaptodrosophila evanescens är en tvåvingeart som beskrevs av Klinken 1997. Scaptodrosophila evanescens ingår i släktet Scaptodrosophila och familjen daggflugor. Inga underarter finns listade i Catalogue of Life.